# Steve Roach
Steve Roach (La Mesa, Kalifornia, 1955. február 14. –) amerikai zenész, zeneszerző. Az ambient, elektronikus zene, new age és space music műfajokban játszik.

## Élete
20 évesen tanult meg szintetizátoron játszani, olyan előadók hatására, mint a Tangerine Dream, Klaus Schulze és Vangelis. Első nagylemeze 1982-ben jelent meg. Zenei stílusa változó: egyes albumai kifejezetten szintetizátor-orientáltak, egyéb lemezein olyan hangszerek is hallhatóak, mint az akusztikus gitár. Lemezeire továbbá a meditatív, "kikapcsolós" hangulat jellemző. Diszkográfiája több mint 100 lemezt tartalmaz.
Roach két lemezét is Grammy-díjra jelölték: a 2016-os Spiral Revelation-t és a 2018-as Molecules in Motiont.